# ISLAND TV
ISLAND TV（アイランド ティービー）は、ジャニーズアイランドが運営するジャニーズJr.の公式エンタメサイト。2019年3月1日よりサービスを開始し、2023年12月31日をもって終了した。

## 概要
ジャニーズ事務所に所属するジャニーズJr.のライブ映像の生配信や、メンバー自身が楽屋や稽古・撮影の合間などに撮影した動画などを配信するサイト。以前までインターネットとは距離を置いていたジャニーズ事務所がインターネット上でコンサートの生配信を開始することは異例であり、初の試みであった。
2018年末で芸能活動を引退し、ジャニーズ事務所の子会社、株式会社ジャニーズアイランドの代表取締役社長に就任した滝沢秀明がサイトをプロデュースした。
「ファンとジャニーズJr.の日常がリンクし、一緒に成長を見届けていけるような笑顔が詰まったひとつの島」という意味をこめて名前が付けられている。
2023年11月24日、年内をもってサービスを終了し、今後の動画投稿はジュニア公式SNSやその他のジュニア公式サービスへと役割を移行すると発表された。

## コンテンツ
サイトは大きく「Jj Channel」（ジェジェチャンネル）、「Jemmy Channel」（ジェミーチャンネル）、「Special Channel」（スペシャルチャンネル）の3コンテンツに分かれている。
Jj Channelでは当初、SixTONES、Snow Man、Travis Japan、HiHi Jets、美 少年、7 MEN 侍、宇宙Six、MADE、なにわ男子、Lil かんさい、Aぇ! groupの計11グループのページが設置されていた。それぞれのグループにマスコットキャラクターがある。さらにメンバーの詳細なプロフィールも見ることができる。
Jemmy Channelでは、グループに属していないジャニーズJr.の動画が配信されている。
Special Channelでは、ジャニーズJr.のコンサートや公演の生配信がメインに行なわれる。この動画は有料で、大半のコンテンツが500円でコンサート開演から中盤のMCまでが視聴できる。
Jj Channel、Jemmy Channelは非会員でも視聴できるが、Special Channelの視聴には無料の会員登録が必要である。
ARCHIVEDではISLAND TVを卒業したタレントの動画を視聴可能。2022年6月時点でSixTONES、Snow Man、なにわ男子、OTHERのページが設置されている。卒業すると、グループおよびタレントのプロフィールページは削除される。現役タレントと出演した動画は各Channelからも視聴可能。